# Jacob Lossius
Jacob Lossius (auch: Jakob Loss; * 22. Juni 1596 in Dippoldiswalde; † 28. Januar 1663 in Borna) war ein deutscher lutherischer Theologe.

## Leben
Der Sohn des Rektors in Dippoldiswalde und späteren Pfarrers in Kohren Jacob Lossius (1572–1625) und dessen Frau Regina, einer Tochter des Naumburger Ratsherrn Georg Seyfart (* Freitag nach Jubilate 1556 in Naumburg), wurde anfänglich von Privatlehrern ausgebildet. Danach besuchte er die Stadtschule in Naumburg und 1612 das Gymnasium in Gera. 1617 begann er an der Universität Leipzig ein Studium der Philosophie. Hier erwarb er sich 1620 das Bakkalaureat und den philosophischen Magistergrad. 1620 wechselte er an die Universität Wittenberg und wurde nach einem dreiviertel Jahr Substitut seines Vaters in Kohren.
1622 hatte er eine Hauslehrerstelle in Pommern unweit von Stettin übernommen. 1624 wurde er Diakon in Borna, stieg 1634 zum Archidiakon auf und hatte 1640 auch das Amt eines Aufsehers des Kirchenkreises ausgeübt. 1647 wurde er Pastor in Borna und am 7. November 1649 Superintendent ebenda. Während jener Zeit erlebte er die Belagerung der Stadt durch die Truppen Wallensteins, wobei er selbst vor den Truppen der Katholiken auf abenteuerliche Weise fliehen musste.

## Familie
Lossius war drei Mal verheiratet. Am 3. Juli 1627 heiratete er in Pegau Magdalena († 16. November 1633 in Borna), die Tochter des Lizentiaten der Theologie und Professors in Leipzig Johann Mühlmann. Aus jener Ehe stammen drei Söhne und eine Tochter, wobei drei Kinder in jungen Jahren verstarben. Seine zweite Ehe schloss er am 12. November 1636 mit Anna, der Tochter des Bornaer Stadtrichters Wolfgang Falckner. Aus der Ehe ging eine Tochter hervor, die jedoch nach 14 Wochen wieder verstarb. Nachdem seine zweite Frau im Kindbett gestorben war, ging er am 10. Februar 1640 in Borna, mit Maria († 13. Mai 1700 in Borna), einer Tochter des Bornaer Bäckers Georg Krause, ein. Aus dieser Ehe gingen vier Söhne und drei Töchter hervor, wovon zwei Söhne wieder jung verstarben. Von den weiteren Kindern ist bekannt:
- Johannes Lossius (* Mai 1628; † 13. April 1684 in Eula), besuchte die Landesschule Grimma (19. September 1642 bis 5. April 1648), 1652 Magister in Leipzig, 1652 Pfarrer in Eula und Thierbach bei Borna, verheiratet seit 1655 mit Dorothea, einer Tochter von George Weißbach, kurfürstlich sächsischer Verwalter zu Waldheim, danach Stadtrichter in Mittweida, wo er am 5. Dezember 1662 verstarb; und Barbara Forberger sonst Sader genannt (* 1611 in Mittweida; † 1677 in Mittweida).
- Jeremias Lossius (1643–1684), Professor der Anatomie und Botanik an der Universität Wittenberg
- Georg Lossius († 3. Mai 1700), besuchte die kurfürstliche Landesschule in Grimma (28. Februar 1659 bis 23. Januar 1664), studierte Theologie,
- Maria Magdalena Lossius
- Anna Catharina Lossius
- Dorothea Lossius

## Weblink
- Druckschriften von und über Jacob Lossius im VD 17.